# The Null Corporation
The Null Corporation est un label indépendant fondé par Trent Reznor sortant les albums de Nine Inch Nails et How to Destroy Angels. Les albums  Ghosts I–IV et The Slip de Nine Inch Nails sont sortis au format physique chez The Null Corporation. Par ailleurs, le nom du label apparaît aussi lorsque l'on  télécharge la musique de Nine Inch Nails sur le site du label.

## Sorties
2008
- Nine Inch Nails –  Ghosts I–IV
- Nine Inch Nails – " Discipline" (single)
- Nine Inch Nails – The Slip
- "Lights in the Sky" (North American Tour Sampler)

2009
- "NINJA 2009 Tour Sampler"

2010
- How to Destroy Angels – "A Drowning" (single)
- How to Destroy Angels – How to Destroy Angels
- Trent Reznor and Atticus Ross - The Social Network